# Heinrich Rohrer
Heinrich Rohrer (Buchs, 6 giugno 1933 – Wollerau, 16 maggio 2013) è stato un fisico svizzero, premio Nobel per la fisica nel 1986 insieme a Gerd Binnig per il progetto del Microscopio a scansione per effetto tunnel; e a Ernst Ruska che sviluppò il primo microscopio elettronico..